# Morelos
Morelos là một trong 31 bang, cùng với Quận liên bang, là 32 thực thể Liên bang của México. Bang được chia thành 33 hạt, thủ phủ là thành phố Cuernavaca. Morelos là bang nhỏ thứ hai ở Mexico về diện tích chỉ sau Tlaxcala.
Bang này nằm ở Nam-Trung Mexico. Nó được bao quanh bởi các bang Mexico về phía tây đông bắc và phía bắc, Puebla về phía đông, Guerrero về phía tây nam và phía bắc giáo với Thành phố Mexico.

## Liên kết
- Morelos State Government Site Lưu trữ ngày 16 tháng 3 năm 2007 tại Wayback Machine (tiếng Tây Ban Nha)